# TVP HD
TVP HD ist ein HD-Fernsehkanal der polnischen öffentlich-rechtlichen Rundfunkanstalt Telewizja Polska, der am 6. August 2008 um 10.50 Uhr startete.

## Geschichte
TVP HD startete am 6. August 2008 um 10.50 Uhr.
Der Kanal sollte am Anfang nur die Olympischen Sommerspiele in Peking ausstrahlen. Später sendete der Sender auch andere Sport-Events (z. B. Fußball, Basketball), Serien und Filme, hauptsächlich Eigenproduktionen von TVP. So sendet TVP HD z. B. die Castingshow The Voice of Poland, die auf TVP2 ausgestrahlt wird.
Der Kanal wird mit einer Auflösung von 1080i ausgestrahlt. Die Meldung, dass der Sender mit der Standard-Auflösung von 720p ausgestrahlt werden sollte, erwies sich als unzutreffend.
Zum 1. September 2014 sollte der Sender in TVP Premium HD mit geändertem Programm umbenannt werden, was bisher aber nicht geschah.

## Programm
TVP HD zeigt Wiederholungen von TVP1 und TVP2, aber auch Live-Sport.

## Empfang
TVP HD wird in Polen per Kabel und Satellit verbreitet. Per Kabel wird der Kanal von den Providern UPC Polska, Toya, Neostrada TP z telewizją (Kabel), Multimedia Polska und Vectra angeboten. Per Satellit ist er über die Anbieter Orange TV, nc+, Cyfrowy Polsat und Telewizja na kartę über Eutelsat Hot Bird 13C verfügbar. Per IPTV wird der Sender bei Orange angeboten.